# Olneya tesota
Genre
Espèce
Olneya tesota est une espèce de plantes à fleurs dicotylédones de la famille des Fabaceae, sous-famille des Faboideae, originaire d'Amérique du Nord.
C'est l'unique espèce acceptée du genre Olneya (genre monotypique).